# Primal Carnage
Primal Carnage est un jeu vidéo de tir à la première personne et à la troisième personne développé par Lukewarm Media et édité par Reverb Publishing, sorti en 2012 sur Windows.
Il a pour suite Primal Carnage: Extinction.

## Système de jeu

### Généralités
Primal Carnage est un jeu opposant deux équipes lors de parties consistant souvent en des combats à mort. La première équipe regroupe cinq classes d'humains et la deuxième cinq classes de dinosaures. Il y a trois modes de jeu : le mode "Deathmatch", consistant à éliminer le plus d'ennemis possibles aux côtés de ses coéquipiers, le mode "Get to the Chopper", où les humains doivent rallier un hélicoptère de sauvetage avant de se faire tuer par les dinosaures, et le mode "Capture the Egg", une sorte de capture de drapeau.

### Dinosaures
Dans le jeu, les dinosaures ont été créés par l'organisation Phoenix International et se sont échappés. Ils se jouent à la troisième personne et leur gameplay se base principalement sur le corps-à-corps. Chaque dinosaure dispose d'une morsure, d'une attaque spéciale unique et d'une capacité de soutien traduite en un rugissement. Pour se soigner, ils peuvent se nourrir sur des carcasses d'Iguanodon.
- Tyrannosaurus : Occupant le rôle du Tank dans l'équipe des dinosaures, il est de loin le plus puissant de ceux-ci, mais également celui qui possède le plus de santé. Son immense mâchoire lui permet de gober les humains d'un seul coup pour se soigner et son rugissement galvanise les autres dinosaures. De par son extrême puissance, le Tyrannosaure ne peut être incarné que si au moins dix joueurs sont présents. Son attaque secondaire consiste à balayer ses ennemis d'un coup de queue.
- Spinosaurus : Exclusif au mode Get to the Chopper, le Spinosaure est un Tank alternatif au Tyrannosaure. Il se démarque par sa capacité à utiliser ses longs membres antérieurs pour faucher les humains et les tuer.

- Carnotaurus : Un carnivore de taille moyenne, le Carnotaure est capable de charger à toute vitesse sur ses ennemis pour les éjecter. Son attaque secondaire consiste à asséner des coups de tête pour encorner ses ennemis et son rugissement lui permet de mordre plus facilement ses adversaires (regagnant ainsi de la santé), mais il réduit les dommages qu'il inflige.
- Novaraptor : La classe d'Assaut des dinosaures. Il appartient à une espèce créée pour le jeu. Très mobiles et rapide, il est capable de bondir sur les humains pour les plaquer au sol et les tuer alors qu'ils sont sans défenses. Son rugissement le rend plus lent mais augmente sa puissance de frappe en conséquence.
- Dilophosaurus : La classe d'Embuscade. À l'instar de leur version de Jurassic Park, les Dilophosaures peuvent cracher du venin sur leurs adversaires pour les aveugler. Leur morsure venimeuse leur permet également de ralentir les humains. Son rugissement lui permet de cracher son venin plus loin que d'habitude. C'est le seul dinosaure capable d'attaquer à distance mais c'est également le plus fragile.
- Ptéranodon : La classe Éclaireur, bien qu'il ne soit scientifiquement pas un dinosaure. Vulnérable sur le sol, il révèle son potentiel lorsqu'il vole, devenant le personnage le plus rapide du jeu. Il est également capable d'attraper les humains dans ses serres pour les lâcher et leur faire subir une chute fatale. Lorsqu'il rugit près d'un ennemi, ce dernier devient visible par tous les dinosaures, même par delà un obstacle.

Il y a également trois autres espèces disparues servant d'apparences alternatives, mais il ne présentent aucune différence de gameplay. Remplaçant respectivement le Novaraptor, le Dilophosaure et le Ptéranodon, ces animaux sont l'Oviraptor, le Cryolophosaurus et le Tupandactylus.

### Humains
Envoyés pour éliminer les dinosaures, les humains se jouent à la première personne et se basent sur le combat à distance ainsi que la coopération pour survivre face aux dinosaures.
- Commado : De son vrai nom Marcus Tayler, cet ancien militaire dispose d'un fusil d'assaut couplé à un lance grenade,en faisant l'arme la plus puissante du jeu mais difficile à utiliser sur des cibles mobiles. Son rôle est généralement d'éliminer les cibles les plus imposantes, comme le Tyrannosaure.
- Pyromaniac : Un bûcheron écossais répondant au nom d'Angus McLaughlin. Il est armé d'une "flamesaw", une combinaison entre un lance-flamme et une tronçonneuse dévastatrice, le rendant aussi dangereux de près que de loin.
- Trapper : Le braconnier australien Jackson Stone possède un fusil à filet pour piéger les dinosaures, deux pistolets en guise d'arme intermédiaire et un couteau pour tuer d'un coup les dinosaures pris dans ses filets. Le Tyrannosaure et le Carnotaure ne seront pas immobilisés mais temporairement incapables de mordre.
- Scientist : Initialement une ranger dans un parc naturel du Botswana, la britannique Moria Hart est armée d'un fusil à lunette capable d'abattre un Dilophosaure d'une seule balle. Elle dispose également d'un pistolet tranquillisant pour épuiser les dinosaures et d'un aiguillon pour bétail pour se défendre au corps-à-corps.
- Pathfinder : Un guide amérindien nommé Joseph Crane. Il possède un fusil à pompe très puissant à courte distance, lui permettant de tuer des dinosaures de petite taille d'un seul tir. En revanche, cette arme est peu efficace à longue distance. Il dispose également de cinq fusées de détresse, pouvant servir à alerter ses coéquipiers ou à éblouir les dinosaures sur lesquels elles atterrissent.

## Accueil
- IGN : 7,6/10[1]